# NGC 3542
NGC 3542 (również PGC 33868) – galaktyka spiralna z poprzeczką (SBbc), znajdująca się w gwiazdozbiorze Wielkiej Niedźwiedzicy. Odkrył ją Édouard Jean-Marie Stephan 26 marca 1884 roku.